# 唐福睿
唐福睿（1982年9月18日—），台灣律師、作家暨編劇家、導演，擅長以寫實手法描寫現代人在社會中的遇到法律困境。首部創作《童話・世界》曾入圍多項臺北電影獎獎項。個人長篇小說《八尺門的辯護人》於2021年獲第二屆「鏡文學百萬影視小說大獎」首獎，同年翻拍成同名電視劇。

## 生平
唐福睿父親為工程師，母親為公務員。唐福睿就讀建國高中進修補習學校，聯考放榜，他進入國立中正大學法律學系就讀。大學二年級時，購買相機而開始萌生創作的念頭。報考傳播研究所所未果，後改考輔仁大學財經法律研究所。畢業後，順利取得律師執業證書。
律師執業5年，唐福睿決定轉換跑道，考取公費，赴美國加州藝術學院（CalArts）攻讀藝術創作碩士。唐於藝術學院期間，完成《童話・世界》劇本，2018年，《童話・世界》獲「拍台北」劇本獎銀獎。
2021年，長篇小說《最刑島》於赴美前即開始撰寫，故事靈感源自湯英伸案，獲「鏡文學百萬影視小說大獎」首獎、第46屆金鼎獎文學圖書獎、2022年台灣文學獎圖書類蓓蕾獎和台北文學大獎等獎項。《最刑島》頒獎時，鏡文學直接宣佈邀請唐福睿改編為影視作品。《最刑島》出版時更名為《八尺門的辯護人》，並於同年開拍。

## 編導作品
- 2022年 長篇電影《童話·世界》
- 2023年 迷你劇集《八尺門的辯護人》
- 2026年 長篇電影《阿婆》

## 出版書籍
- 2021年《八尺門的辯護人》
- 2023年《童話·世界》
- 2023年《八尺門的辯護人：原著劇本、劇照及導演後記》

## 獎項紀錄
| 年份   | 頒獎典禮                     | 獎項                     | 提名者             | 結果 |
| ------ | ---------------------------- | ------------------------ | ------------------ | ---- |
| 2018年 | 「拍台北」劇本獎             | 貳獎銀劇本獎             | 《童話·世界》      | 獲獎 |
| 2020年 | 第二屆鏡文學百萬影視小說大獎 | 首獎                     | 《最刑島》         | 獲獎 |
| 2022年 | 台灣文學獎                   | 圖書類蓓蕾獎             | 《八尺門的辯護人》 | 獲獎 |
| 2022年 | 第46屆金鼎獎                 | 文學圖書獎               | 《八尺門的辯護人》 | 獲獎 |
| 2022年 | 第24屆台北電影獎             | 最佳劇情長片             | 《童話·世界》      | 提名 |
| 2022年 | 第24屆台北電影獎             | 最佳編劇                 | 唐福睿             | 提名 |
| 2023年 | 台北國際書展大獎             | 小說獎首獎               | 《八尺門的辯護人》 | 獲獎 |
| 2023年 | GQ 年度風格大賞              | 年度最佳導演獎           | 《八尺門的辯護人》 | 獲獎 |
| 2024年 | 第59屆金鐘獎                 | 迷你劇集獎               | 《八尺門的辯護人》 | 獲獎 |
| 2024年 | 第59屆金鐘獎                 | 迷你劇集／電視電影導演獎 | 唐福睿             | 提名 |
| 2024年 | 第59屆金鐘獎                 | 迷你劇集／電視電影編劇獎 | 唐福睿             | 獲獎 |